# Donald Tusk
Donald Franciszek Tusk ( udtale ?, født 22. april 1957 i Gdansk) er en liberal polsk politiker og historiker, der siden december 2023 har været Polens premierminister. Han har tidligere også bestredet posten som premierminister i perioden 
2007–2014. Han var desuden medstifter og senere formand for hans regeringsparti Borgerplatformen  (Platforma Obywatelska). Tusk var også formand for Det Europæiske Råd fra 1. december 2014 til 30. november 2019. Han har været medlem af den polske Sejm (underhus) siden 2004, valgt i Gdynia-Słupsk. Han var 2001-2005 næstformand for Sejmen og 1997-2001 næstformand for Senatet. 
I 2005 var han kandidat til præsidentposten, men tabte i anden runde til Lech Kaczyński.
Efter valgsejren i 2007 over det regerende parti Lov og Retfærdighed, dannede Borgerplatformen regering i koalition med Polsk Folkeparti. Tusk blev indsat som Polens premierminister 16. november 2007.
Den 30. august 2014 blev det offentliggjort ved et møde i Det Europæiske Råd, at Tusk ville blive den næste formand for Det Europæiske Råd. Den 9. september indgav Tusk sin afskedsbegæring som premierminister. Han blev den længst siddende premierminister i den Tredje polske republiks historie. Den 20. november 2019 blev Donald Tusk valgt som formand for Det Europæiske Folkeparti ved partiets kongres i Zagreb.
I 2023 stillede han igen op for Borgerplatformen  (Platforma Obywatelska) ved parlamentsvalget i Polen som førsteudfordrer til den siddende regeringschef Mateusz Morawiecki.  Ved valget fik hans parti næstflest stemmer, efter netop Lov og Retfærdighed (PiS). Ikke desto mindre formåede Tusk, efter valget, at danne en koalition med flertal, der pegede på ham som ny premierminister. I december 2023 blev han taget i ed.